# موتسو، آئوموری
موتسو، آئوموری از شهرهای استان آئوموری ژاپن است که جمعیت آن در ۱ ژانویه ۲۰۰۸۶۲٬۲۲۰ نفر بوده‌است.